# Faro di Tolbuchin
Il faro di Tolbuchin (in russo Толбухин маяк?, Tolbuchin Majak) è un faro del golfo di Finlandia che si trova su uno scoglio artificiale di circa 70 metri di diametro situato a circa 5 chilometri ad ovest dell'isola di Kotlin, di fronte a San Pietroburgo. Costruito originariamente nel 1719, è uno dei fari più antichi della Russia ed è parte del sito patrimonio dell'Umanità dell'Unesco che comprende il centro storico di San Pietroburgo e le strutture difensive della città di Kronštadt.

## Storia

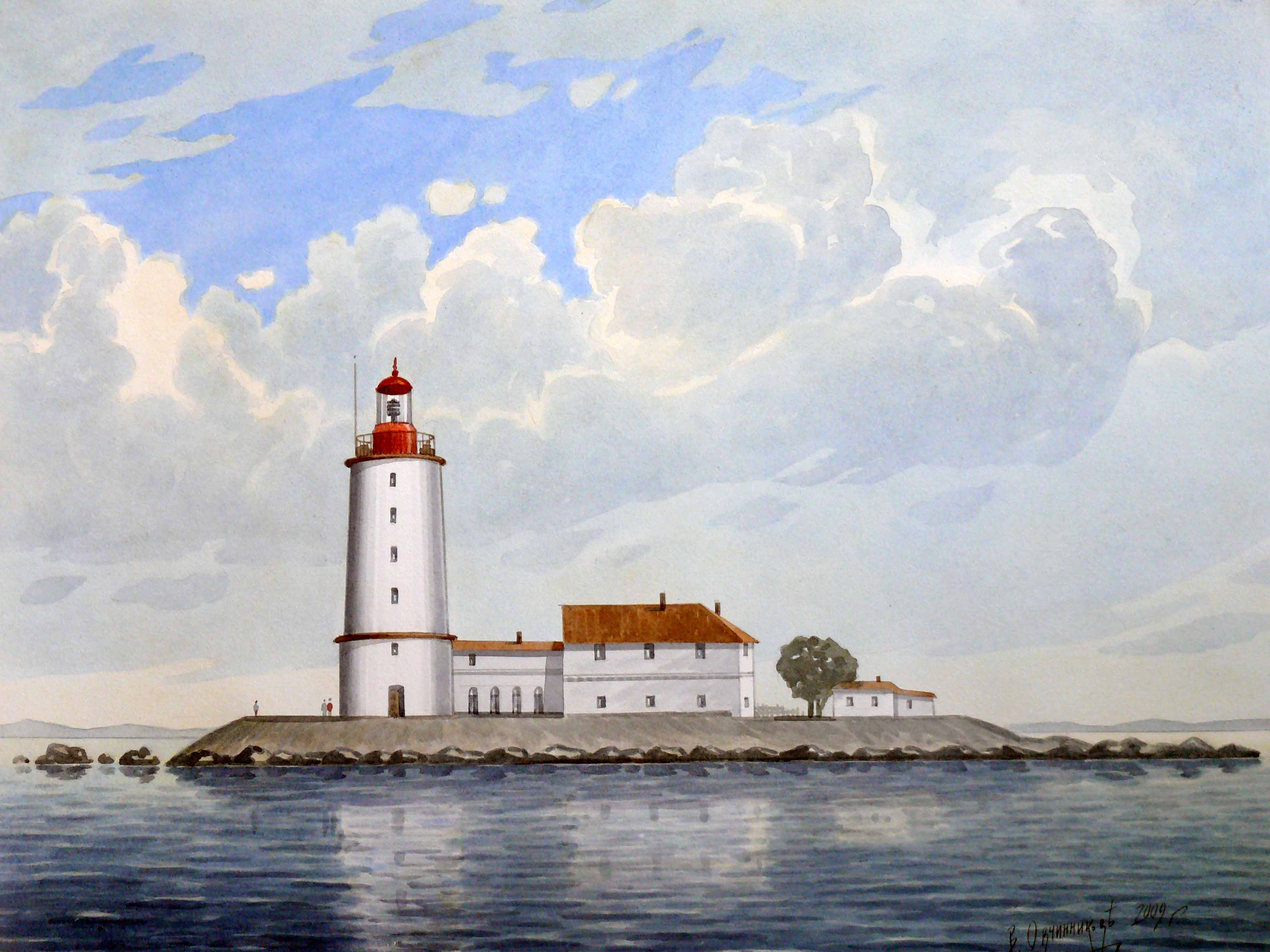
Il faro dipinto dal pittore russo Vyacheslav Ovchinnikov

Il 13 novembre 1718 lo zar Pietro il Grande scrisse una lettera all'ammiraglio Cornelius Cruys, allora comandante della Flotta del Baltico, ordinando che venisse costruito un faro di fronte alla punta dell'isola di Kotlin. Allegato alla lettera vi era uno schizzo della struttura, disegnato dallo stesso Pietro I, dove erano indicate quelle che avrebbero dovuto essere le dimensioni principali della torre mentre il resto veniva lasciato alla volontà dell'architetto.
Dal momento che la costruzione di un faro in pietra avrebbe richiesto notevoli costi per reperire il materiale e operai qualificati al tempo non disponibili a Kronštadt, si optò per la costruzione di un faro provvisorio in legno. Il 7 agosto 1719 la costruzione venne completata ed il faro entrò in servizio.
Inizialmente il faro venne chiamato semplicemente Kotlinskij (in russo Котлинский?), dal nome della vicina isola, ma nel 1736 venne ribattezzato Tolbuchin in onore del colonnello Fedot Semënovič Tolbuchin (in russo Федот Семёнович Толбухин?), che nel 1705, durante la Grande guerra del Nord, aveva comandato le truppe che avevano difeso l'isola di Kotlin dall'invasione delle truppe svedesi. L'anno successivo fu costruito un secondo faro in legno per rimpiazzare la vecchia torre ormai fatiscente.
L'ammiragliato della marina russa, responsabile della gestione dei fari, ripropose la costruzione di un faro in pietra, e nel 1739 vennero edificate le fondamenta della nuova struttura, ma i lavori proseguirono con estrema lentezza, anche a causa delle difficoltà di portare il materiale e di lavorare sul piccolo isolotto. Solo nel 1809, sotto la supervisione del tenente generale Leontiy Spafaryev, cartografo della marina imperiale e responsabile dei fari del Golfo di Finlandia, iniziò la costruzione della nuova torre in pietra, i cui lavori furono completati l'anno successivo.
In cima alla torre venne installata una lanterna metallica a dodici lati alimentata ad olio e vennero realizzate una casa di guardia in mattoni ad un piano e una banja. All'epoca prestavano servizio al faro un ufficiale della Marina in qualità di custode, un sottoufficiale e sette marinai. Negli anni seguenti venne installato sull'isola il telegrafo e la casa dei custodi venne ampliata con la costruzione di un secondo piano. Venne inoltre costruita una galleria che collega direttamente la torre alle abitazioni, in modo che i custodi potessero raggiungere il faro senza uscire all'aperto soprattutto in caso di tempeste, quando l'isola viene facilmente allagata dalle onde.
Il faro è stato oggetto di interventi di ristrutturazione nel 1885, dopo che l'anno precedente era stato danneggiato da una violenta mareggiata, e dopo la seconda guerra mondiale, ma ha conservato l'originale struttura del 1810.

## Descrizione

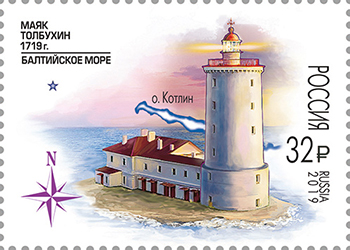
Il francobollo raffigurante il faro

Il faro si trova su un isolotto artificiale situato circa 5 chilometri ad ovest della punta dell'isola di Kotlin, accessibile solo con una barca durante i mesi in cui il mare è libero dai ghiacci. La torre è una struttura di sei piani a pianta circolare, in pietra dipinta di bianco, sulla cui sommità si trova la lanterna, la cui cupola è dipinta di rosso. Accanto alla torre si trova un edificio in mattoni a due piani adibito a residenza per il custode.

Lo scoglio è dotato di un molo ed è stato rinforzato con lastre di cemento.
La torre è alta 30 metri e la lanterna ha una elevazione di 29 metri. La sua luce, costituita da un flash bianco della durata di 3 secondi seguito da 9 secondi senza luce, è visibile a 19 miglia di distanza.

## Nella cultura di massa
Nel 2019, in occasione dei 300 anni dalla costruzione, è stato incluso nel registro dei monumenti di interesse regionale della regione di San Pietroburgo.
Sempre nel 2019 Počta Rossii, l'azienda di servizi postali della Federazione russa, ha emesso un francobollo commemorativo raffigurante il faro.